# Ngỗng cỏ
Ngỗng cỏ hay còn gọi là ngỗng Sen là một giống ngỗng nhà nội địa có nguồn gốc ở Việt Nam, chúng được nuôi phổ biến ở Bắc Bộ, sau đó phân bố rộng rãi khắp cả nước. Ngỗng cỏ được nuôi nhiều ở vùng đồng bằng và trung du Bắc Bộ. Ngỗng cỏ chịu kham khổ tốt và có khả năng kháng bệnh cao hơn các giống ngỗng ngoại. Về phân loại, ngỗng Cỏ thuộc loài ngỗng Cynopsis sinensis, tổ tiên của chúng là giống ngỗng trời, cư trú ở vùng Siberia và miền bắc Trung Quốc. Chúng được Nhà nước Việt Nam công nhận là một giống vật nuôi được phép lưu thông và cũng là giống vật nuôi quý cần bảo tồn nguồn gen.

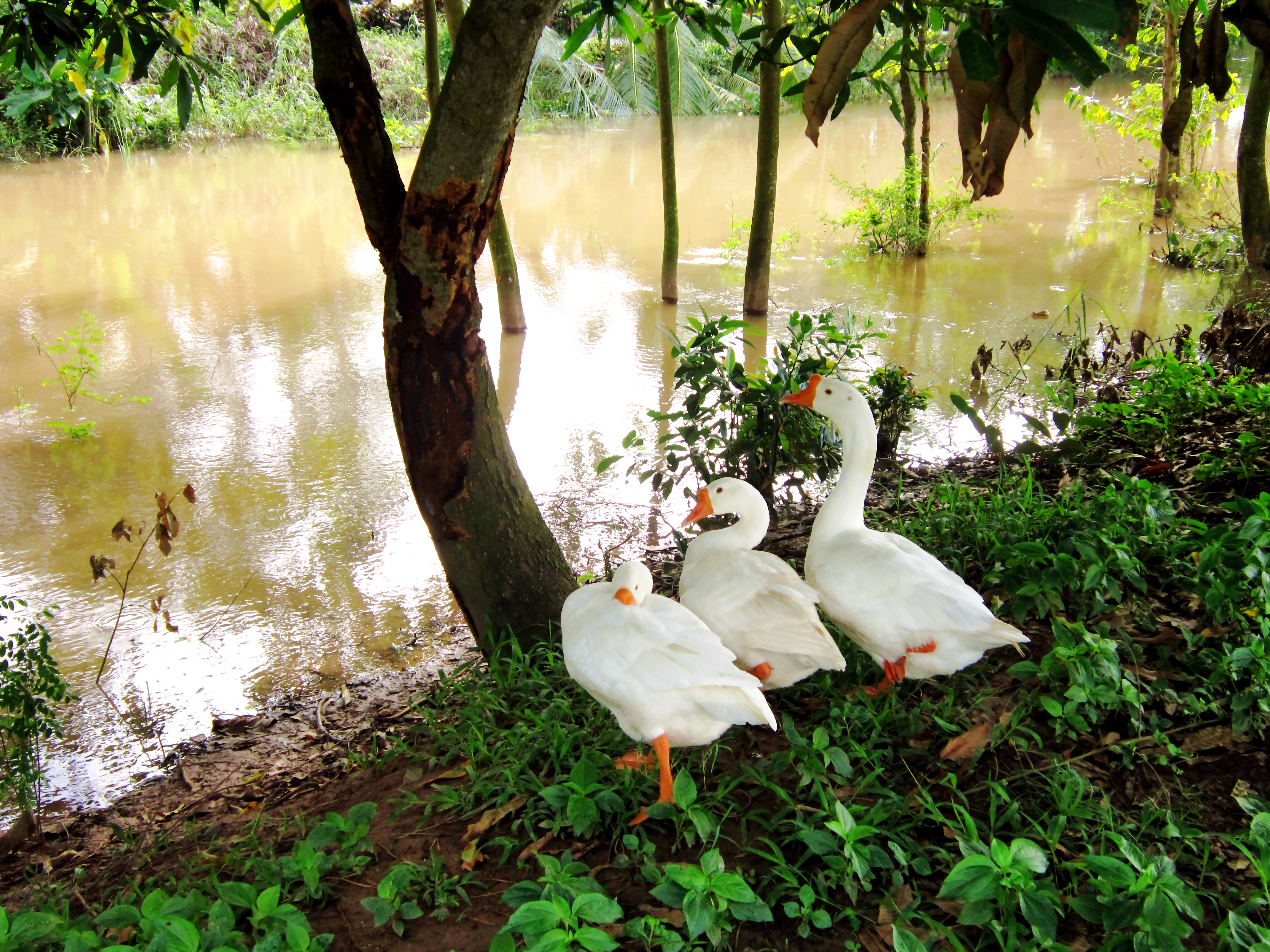
Một đàn ngỗng cỏ đang được nuôi ở miền nam Việt Nam

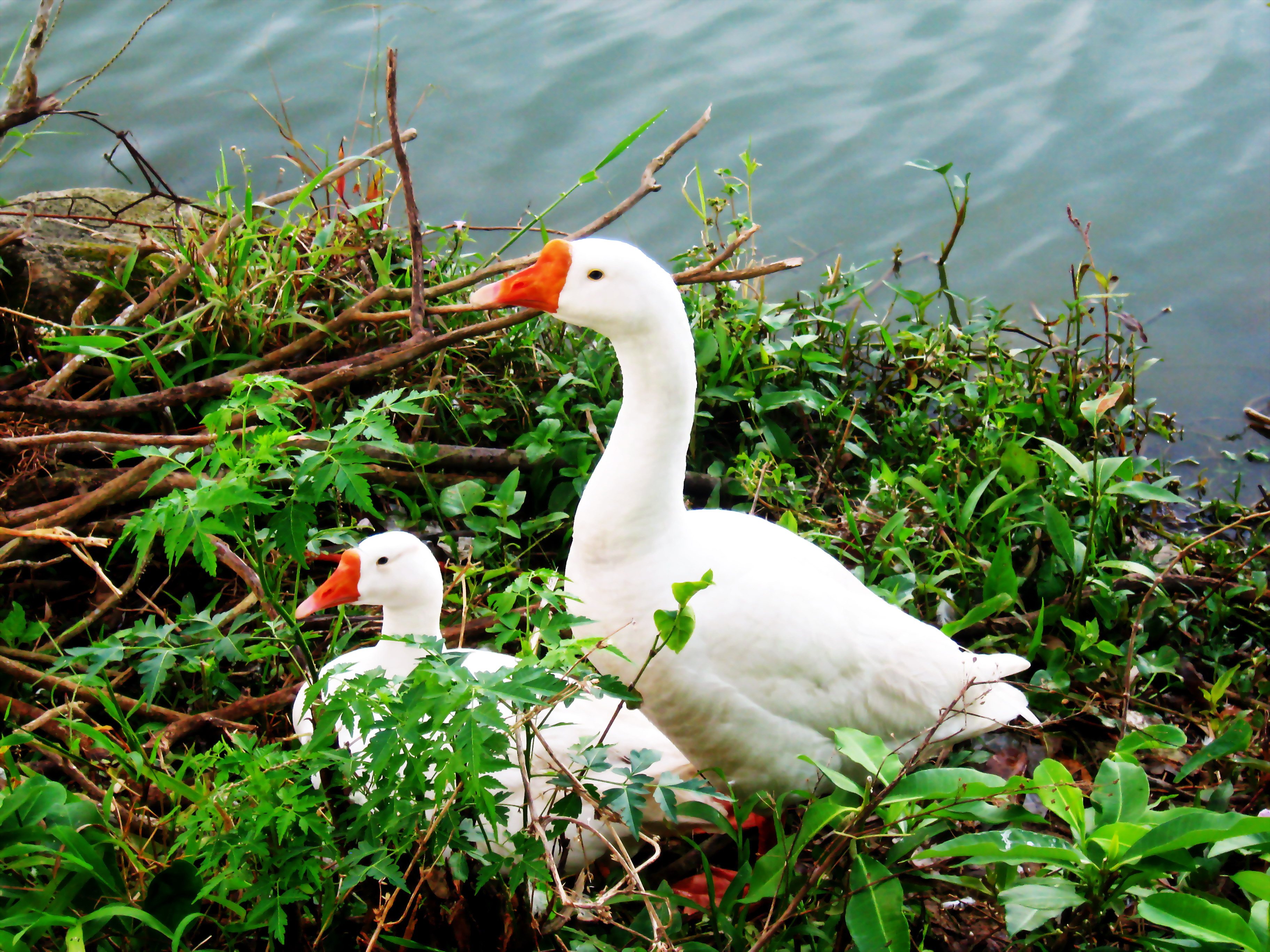
Một cặp ngỗng cỏ ở An Giang, Việt Nam

## Đặc điểm
Ngỗng cỏ hay ngỗng sen có thân hình nhỏ. Đầu, cổ thanh, không có mào. đầu nhỏ, cổ dài và mảnh. Ở ngỗng đực có mào sừng hình tròn nằm ở gốc mỏ trên, mỏ có màu da cam, mắt màu xanh xám đen, bụng thu gọn, chân cao vừa phải chắc chắn. Đầu, lưng, cổ có vệt xám nâu thẫm ở phần trên, phần dưới lông màu trắng xám. Lông ở bụng và ngực màu trắng, phớt vàng. Đặc điểm thân mình có cấu tạo chắc chắn, có dáng hình thoi phù hợp với việc đi nhanh và xa, tiết diện thân gần như tròn, chân cao vừa phải và chắc chắn.
Ngỗng trưởng thành thì con mái nặng 3-3,5 kg, con trống 3,8–4 kg. Ngỗng Cỏ còn có Khi trưởng thành ngỗng đực nặng 4.0-4.5 kg/con, ngỗng cái nặng 3.8-4.2 kg/con. Ở tuổi giết thịt 90 ngày tuổi, tỉ lệ thân thịt đạt 65 – 70% so với khối lượng sống. Nhưng nếu giết thịt muộn, vào lúc ngỗng bắt đầu thay lông thì ngỗng Cỏ gầy, tỉ lệ trên giảm đi rõ rệt. Khả năng nhồi béo của ngỗng cỏ kém so với các giống ngoại khác. 

## Tập tính
Ngỗng cỏ thường nhớ đường đi về, chỉ cần tập vài lần là quen, chúng có thể đi ăn rất xa rồi tự tìm đường về chuồng được. Nhưng không nên cho ngỗng đi ăn quá xa sẽ bị mệt, nhất là vào mùa đẻ. Ngỗng thích vặt cỏ non, cỏ già hay quá cao chúng chỉ ăn khi không còn cỏ khác. Có thể lùa ngỗng đi chăn theo các mương máng thường có nhiều cỏ non và hạt cỏ.
Ngỗng sen ăn cỏ, chúng giống như một cái máy xén cỏ, khả năng vặt cỏ của ngỗng tốt hơn bò, ngỗng có thể vặt tận gốc cây cỏ, cả phần củ rễ, ngỗng ăn tạp các loại cỏ và không chê cỏ non, cỏ già, cỏ dại từ cỏ tranh đến lục bình ngỗng đều ăn được cả. Ngỗng con ăn rau diếp, xà lách, rau lấp và bột gạo, ngô. Ngỗng giò, chủ yếu thả trên bãi cỏ. Khi vỗ béo cho ăn thêm hạt ngũ cốc, sắn, khoai. Chịu được thức ăn nghèo dinh dưỡng. Thức ăn xanh của chúng gồm rau, bèo, cỏ, củ, quả. Thức ăn hạt như ngô, thóc, đậu tương, lạc củ. Thức ăn bổ sung khoáng.
Ở Việt Nam cũng có nhiều nơi vỗ béo ngỗng bằng ngô và thóc để lấy thịt, ngỗng Cỏ không nên dùng để nhồi béo lấy gan vì trọng lượng gan tăng lên không đáng kể so với các giống ngỗng ngoại. Ngỗng ít mò kiếm mồi như vịt nên ao hồ chỉ là nơi phối giống, bơi lội là chủ yếu. Người ta không thả ngỗng ra ven biển vì chúng không thích ăn những loại thức ăn mà vịt rất thích. Ngỗng chịu khó kiếm ăn, nói chung trong toàn bộ thời gian chăn thả, chúng chỉ nghỉ lúc đã ăn no, khi trời quá nóng hoặc khi bị bùn bẩn phải xuống ao hồ tắm.
Khi thiếu nhiệt ngỗng bị lạnh sẽ nằm đè lên nhau, tụm lại thành từng đống, cần tăng cường nguồn nhiệt và che chắn chuồng nuôi để giữ nhiệt, đồng thời tách những ngỗng yếu để chăm sóc riêng. Khi quá nóng ngỗng sẽ tránh xa nguồn nhiệt. Khi bị lạnh ngỗng con dạt về một phía, nằm cụm thành từng nhóm, cần che chuồng cho kín gió. Khi đủ nhiệt ngỗng con đi lại ăn uống bình thường.

## Sinh sản
Ngỗng Cỏ thường đẻ theo mùa vụ rõ rệt, bắt đầu từ tháng 9 đến tháng 4 năm sau. Trong thời gian này, ngỗng thường đẻ 3 lứa: lứa đầu vào tháng 9, 10 được khoảng 8 – 12 trứng, lứa hai vào các tháng 1 1 – 12, khoảng 10 – 14 trứng, lứa ba vào các tháng 2 – 3, khoảng 8 -12 trứng. Lứa giữa bao giờ trứng cũng to hơn, phẩm chất trứng tốt hơn so với hai lứa đầu và cuối.
Một ngỗng mái đẻ bình quân một vụ từ 26 – 38 trứng, khối lượng 140 – 170g. Ngỗng sinh sản có thể chăn đàn từ 50 – 300 con. Chúng còn có tính rất say đòi ấp. Ngỗng đực cũng có thể ấp được. Khoảng 210 – 240 ngày tuổi ngỗng có thể đẻ. Đẻ năm đầu 20 - 30 quả trứng. Ngỗng đẻ mỗi năm khoảng 26 – 35 quả. Khối lượng trứng trung bình từ 145g -175g. Ngỗng trưởng thành (2 năm tuổi) trống nặng từ 4,0 kg – 4,5 kg, mái nặng từ 3,8 kg – 4,2 kg.

## Các nòi

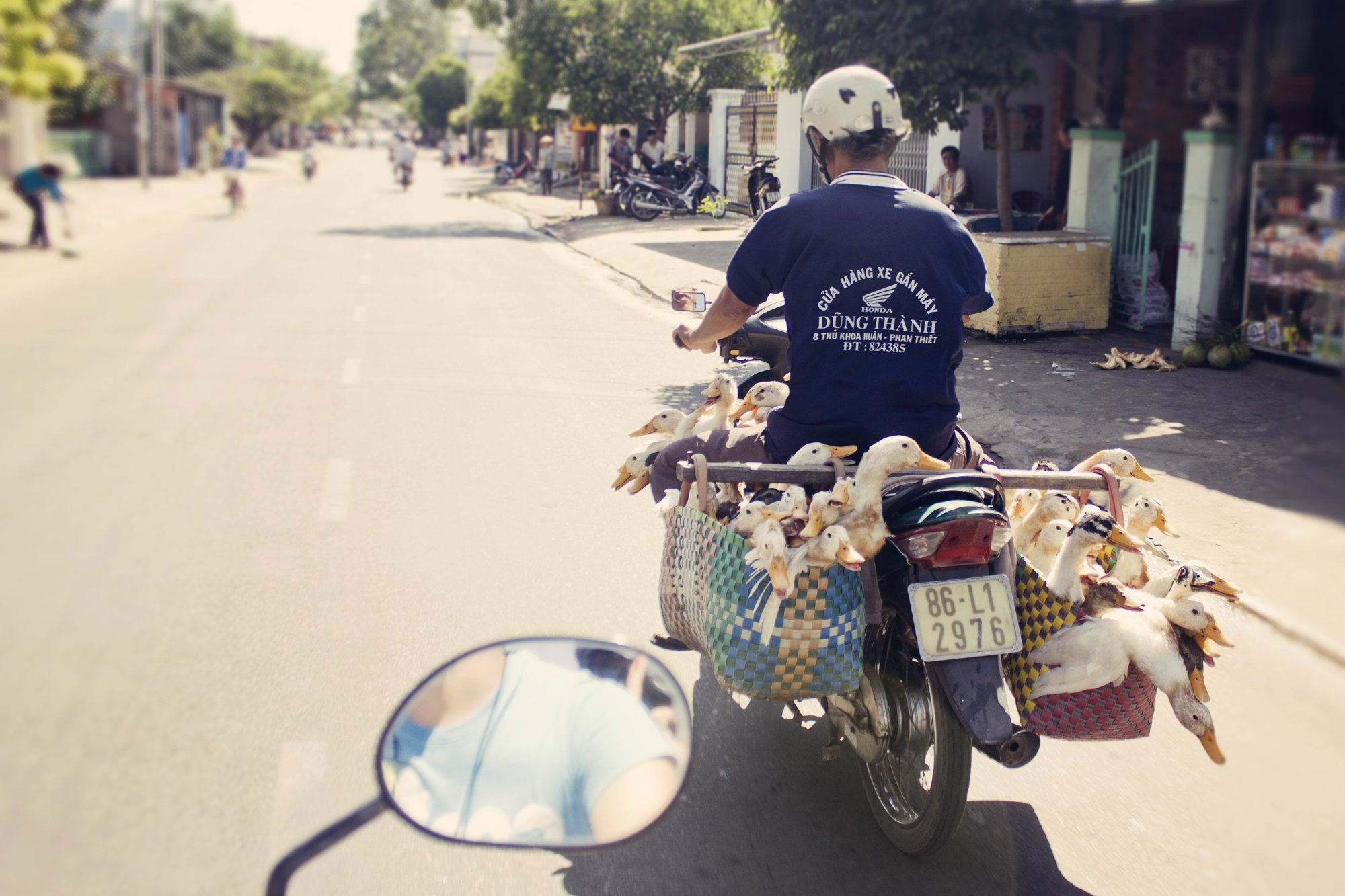
Ngỗng xám và vịt ở Mũi Né

Ngỗng cỏ có hai loại hình chính là loại hình xám và loại hình trắng. Ngỗng xám có số lượng nhiều hơn ngỗng trắng, giống ngỗng Cỏ này có màu trắng (rất hiếm), màu xám, màu xám đen. Loại ngỗng xám có tầm vóc to lớn hơn ngỗng trắng. Ngoài ra, có ngỗng loang xám–trắng do sự pha tạp giữa hai loại trên. Ngỗng xám là con lai giữa ngỗng cỏ/ngỗng sen với các giống ngỗng khác như ngỗng sư tử Trung Quốc, ngỗng Rheinland, được nuôi nhiều ở Đồng bằng Sông Hồng, nhiều nhất là ở Hà Tây.
Ngỗng xám có ba loại màu: lông màu xám có loang trắng từ cổ tới bụng, chân, mỏ màu xám chiếm 60%; lông xám hoàn toàn, mỏ có đốm trắng, ống chân vàng, bàn chân xám chiếm 20%; lông xám có loang trắng, da chân màu vàng hoặc xám chiếm 20%. Khối lượng lúc 11 tuần, con mái nặng 3,8 kg, con trống nặng 4,3 kg/con. Bắt đầu đẻ lúc 240 ngày tuổi. Mỗi năm đẻ 3-4 lứa, mỗi lứa đẻ 10 quả. Khối lượng trứng nặng 180 g/quả.

## Các bệnh tật
Ngỗng cỏ cũng bị mắc một số bệnh thường gặp như bệnh tụ huyết trùng: ngỗng mệt mỏi ủ rũ, lỗ mũi và mỏ có tiết rịch nhầy, thở khó, khò khè và nhanh, lông xơ xác, ngỗng ỉa nhiều, phân màu xám, vàng hoặc xanh, có thể có máu., mào của ngỗng tím thẫm. Bệnh thứ hai dễ gặp là bệnh dịch tả vịt lây sang ngỗng: khi bị, niêm mạc mắt đỏ ửng mắt bị sung, cần cách ly đàn ngỗng giống khỏi khu vực có các đàn vịt lớn hoặc đang có nguy cơ mắc bệnh.
Bệnh phó thương hàn vớ các triệu chứng như ỉa chảy, có bọt khí, viêm thanh dịch, có mủ, viêm màng kết mạc làm cho đau mắt, cánh rủ, lông xơ. Bệnh gây chết đến 70% đàn ngỗng. Thể mãn tính thường thấy ở ngỗng trưởng thành: ỉa chảy, đôi khi có máu, lông khô xơ viêm lỗ huyệt, buồng trứng. Trong thể mãn tính niêm mạc manh tràng thường bị phủ bởi lớp vàng dễ bóc, túi mật sưng, đầy mật. Trong lòng ruột non chứa dịch đục, đặc, màng niêm mạc thủy thủng, thường sung huyết, đôi khi bị phủ lớp màng như cám xám bẩn.
Bệnh cắn lông, rỉa lông thường xảy ra ở các đàn ngỗng đang ở lứa tuổi mọc lông cánh, ngoài ra có thể trong khẩu phần thiếu protein nghiêm trọng, hoặc trong thời gian ngắn cho ăn quá nhiều đạm động vật, sau đó lại thiếu, hoặc trong thức ăn thiếu khoáng (lưu huỳnh, phosphor, coban, mangan). Ngỗng con thiếu rau xanh, chất xơ. Ngỗng con hầu cả ngày đều cần rỉa rau, nếu không có nó sẽ buồn miệng nhấm rỉa lông nhau. Rỉa đến khi chảy máu và màu đỏ của máu, lúc này lại tăng kích thích mổ cắn lông.